# Château d'Aiguebelette-le-Lac
Le château d'Aiguebelette-le-Lac est un ancien château fort, du début du XIVe siècle, centre de la seigneurie d'Aiguebelette, érigée en baronnie en 1624, dont les vestiges se dressent sur la commune d'Aiguebelette-le-Lac dans le département de la Savoie, en région Auvergne-Rhône-Alpes.

## Situation
Les vestiges du château d'Aiguebelette-le-Lac sont situés dans le département français de la Savoie sur la commune d'Aiguebelette-le-Lac, au bourg, près du lac. Son esplanade servit comme terrasse à l'ancien chalet-hôtel Bellevue.

## Histoire
Il est estimé qu'un château existait au XIIe siècle mais qu’il subit une première destruction par Guigues VIII de Viennois au début du XIVe siècle.
Le château d'Aiguebelette-le-Lac est alors rebâti vers 1305, date à laquelle, Geoffroy de Clermont, seigneur de Clermont en Viennois, le reçoit en fief oblat du comte Amédée V de Savoie. La famille de Clermont le conserve jusqu'en 1454, quant Gabriel de Clermont, ayant pris parti pour la France, s'en voit dépossédé et que le futur Louis XI le détruit de nouveau.
Reconstruit, il est au XVIe siècle la propriété en indivis de la famille Chabod-Lescheraine et Rivoire, seigneurs de Romagnieu.
En 1624, la seigneurie est érigée en baronnie en faveur de René Favre de la Valbonne (1583-1656), fils d'Antoine Favre, juriste et sénateur de Savoie, baron de Pérouges. Cette famille en aura la possession jusqu'à la vente du château intervenu en 1744, au profit de Pierre François, sénateur qui décédera en 1775.

## Description
Le château, avec le bourg fortifié, d'Aiguebelette-le-Lac constituaient un système défensif relativement important qui s'étendait sur près d'un hectare de superficie.
En 1872, on pouvait encore voir les bases du donjon quadrangulaire bâti en très bel appareil. Il ne subsiste de nos jours que, des pans de murs de l'enceinte, et, dans les angles, les bases de deux tours rondes.
La défense était complété par le bourg fortifié, dont il reste, côté Lépin-le-Lac, la trace d'une porte.